# Fota aperta
Fota aperta är en fjärilsart som beskrevs av Druce. Fota aperta ingår i släktet Fota och familjen nattflyn. Inga underarter finns listade i Catalogue of Life.